# Paul He Zeqing
Paul He Zeqing (chinesisch 何澤清 / 何泽清, Pinyin Hé Zéqīng; * 17. März 1968 in Wanzhou) ist ein katholischer Bischof von Wanzhou. 

## Leben
Er wurde am 30. November 1993 zum Priester geweiht. 2008 wurde er zum Bischof der römisch-katholischen Diözese Wanxian geweiht. 2016 wurde er zum Vizepräsidenten der Bischofskonferenz der Katholischen Kirche in China gewählt. Am 22. September 2018 wurde er auch von Rom anerkannt.